# William Shunn
William Shunn, född 14 augusti 1967 i Los Angeles i Kalifornien, är en science fiction-författare och programmerare.

## Biografi
Shunn växte upp som äldst av åtta barn i ett hushåll inom Sista Dagars Heliga-rörelsen. 1986 tjänstgjorde han inom Mormonmissionen i Kanada för Jesu Kristi Kyrka av Sista Dagars Heliga. Han blev dock arresterad för ett falskt bombhot avsett att hindra sina medmissionärer från att återvända hem.
Efter ett fullbordat uppdrag i nordvästra USA, tog han upp sina studier i datavetenskap vid Utah-universitetet i Salt Lake City.  Han fick jobb på WordPerfect Corporation 1991 och deltog i att utveckla slutversionen av ordbehandlingsprogrammet WordPerfect 6.0 för DOS.  1995 flyttade han från Utah med sin fru Laura till New York.  Samtidigt lämnade han Sista Dagars Heliga-kyrkan och skapade en tidig och den kanske mest kända ex-mormon-sajten.

## Författargärning
Shunns första yrkesmässiga novell publicerades i The Magazine of Fantasy & Science Fiction 1993.  Han har varit nominerad en gång till Hugopriset och två gånger till Nebulapriset. I efterdyningarna till 11 september-attackerna 2001 skapade han en av de första överlevanderegistren online.

## Utmärkelser och nomineringar
- 2001: Nominerad till Nebulapriset för bästa långnovellen för Dance of the Yellow-Breasted Luddites, Vanishing Acts, ed. Ellen Datlow, Tor Books,  New York (2000).

- 2007: Nominerad till Hugopriset för Bästa kortroman och motsvarande Nebulapris för Inclination, Asimov's Science Fiction (2006).